# Řepčín
Řepčín (latinsky původně Repsin, Repsine) je historická obec, městská čtvrť a katastrální území na severozápadě statutárního města Olomouce v okrese Olomouc, které má přes 2 tisíce obyvatel. Od roku 1919 je součástí Olomouce.

## Název
Jméno osady bylo odvozeno od osobního jména Řepka (zdrobněliny obecného řěpa – „řepa“) a znamenalo „Řepkův majetek“. Před jména začínající na Ř- se často vkládalo H-, což se stalo i v tomto případě, výsledný tvar pak byl zapisován (do 19. století) Hřebčín, jako by byl totožný s obecným hřebčín.

## Historie
První zmínka o Řepčíně pochází z listiny biskupa Jindřicha Zdíka z roku 1141. Původně malá ves, vždy českého charakteru, patřila zčásti do majetku olomoucké kapituly, zčásti klášteru Hradisko a několik domů klášteru augustiniánek u sv. Jakuba na olomouckém Předhradí (tato část však roku 1532 připadla kapitule). Byl zde také svobodný dvůr v majetku olomouckých měšťanů. Farní správou Řepčín patřil nejdříve pod kostel sv. Mořice, po roce 1783 do Křelova a od roku 1942 Hejčína. Roku 1850 se stal samostatnou politickou obcí, v tu dobu zde žilo 526 obyvatel, přičemž ke konci 19. století se jejich počet zvýšil na 1319. Samostatným Řepčín zůstal do roku 1919, kdy byl začleněn do Velké Olomouce jako její městská část.
Významným počinem se stalo založení kláštera dominikánek roku 1889, který byl mateřským domem pro dalších 23 filiálek jak v okolí, tak třeba v USA. V Řepčíně řádové sestry měly také dívčí učitelský ústav, dívčí obecnou a měšťanskou školu a později i odbornou školu pro ženská povolání. Na počátku 30. let 20. století byl klášter dále rozšířen o prostory dívčího reálného gymnázia. Jejich činnost přerušil až komunistický režim, v roce 1950 musely odsud odejít a klášter pak sloužil jako vojenské učiliště pohraniční a vnitřní stráže, později jako nemocnice, součást Fakultní nemocnice Olomouc.
Hospodářský rozvoj obce souvisel s přivedením železnice do Kostelce, kdy zde byla zřízena železniční stanice Olomouc-Řepčín. V důsledku toho byla v roce 1903 postavena Brochova továrna na výrobu chemikálií, po třech letech přesunutá do Hodolan a nahrazená výrobou vidlí a vozových náprav Františka Pospíšila. Tento závod byl vzápětí rozšířen o slévárnu šedé litiny, což dalo základ velkým Moravským ocelárnám a železárnám, jež do jinak zemědělské obce přivedly řadu dělníků a fungovaly i po znárodnění roku 1945.
Veřejná knihovna hlavního města Olomouce otevřela roku 1946 pobočku Řepčín. V roce 1991 byla založena Rodinná škola Olomouc, která byla přetransformována v roce 1995 na Střední odbornou školu Olomouc spol. s r. o.
| Rok      | 1869 | 1880 | 1890 | 1900 | 1910 | 1921 | 1930 |
| -------- | ---- | ---- | ---- | ---- | ---- | ---- | ---- |
| Obyvatel | 535  | 680  | 976  | 1319 | 1567 | 1826 | 1888 |
| Domů     | 68   | 82   | 98   | 114  | 132  | 161  | 196  |
| Rok      | 1950 | 1961 | 1970 | 1980 | 1991 | 2001 | 2011 |
| Obyvatel | 1484 | 1344 | 1120 | 805  | 703  | 691  | 1241 |
| Domů     | 231  | ?    | 228  | 213  | 232  | 218  | 270  |